# Arbeitsgericht Pforzheim
Das Arbeitsgericht Pforzheim, ein Gericht der Arbeitsgerichtsbarkeit, ist eines der neun baden-württembergischen Arbeitsgerichte.

## Gerichtssitz und -bezirk
Das Gericht hat seinen Sitz in Pforzheim in der Simmlerstraße 9.
Das Arbeitsgericht Pforzheim ist örtlich zuständig für Rechtsstreitigkeiten aus der Stadt Pforzheim, dem Landkreis Calw, dem Enzkreis und dem Landkreis Freudenstadt.
Die sachliche Zuständigkeit ergibt sich aus dem Arbeitsgerichtsgesetz.

## Übergeordnete Gerichte
Dem Arbeitsgericht Pforzheim sind das Landesarbeitsgericht Baden-Württemberg und im weiteren Rechtszug das Bundesarbeitsgericht übergeordnet.